# Amtosaurus magnus
Amtosaurus magnus Kurzanov and Tumanova , 1978 è un dinosauro erbivoro noto solo per frammenti, appartenente agli anchilosauri o forse agli adrosauridi. Visse nel Cretacico superiore (Cenomaniano/Turoniano, 99,7-89,3 milioni di anni fa) e i suoi resti fossili sono stati ritrovati in Mongolia.

## Tassonomia
I resti fossili di questo dinosauro consistono in un cranio molto frammentario, descritto per la prima volta nel 1978 e attribuito inizialmente agli anchilosauridi, o dinosauri corazzati. Secondo altre interpretazioni, i resti apparterrebbero invece a un dinosauro a becco d'anatra (adrosauro), ma ricerche più recenti (Parish e Barrett, 2004) ritengono sia meglio classificare questi fossili come quelli di un dinosauro ornitischio indeterminato, dal momento che non sembrerebbero essere presenti caratteri distintivi (autapomorfie) di uno dei due gruppi. Un'altra specie attribuita a questo genere (A. archibaldi), proveniente dall'Uzbekistan, è stata ridescritta come la base di un genere valido di anchilosauridi, Bissektipelta.